# Lista de governadores das unidades federativas do Brasil (2003–2007)
Esta é uma lista dos governadores das 27 unidades federativas do Brasil durante o mandato 2003-2007.
| Unidade federativa  | Governador                      | Governador | Partido                                            | Vice-governador                        |
| ------------------- | ------------------------------- | ---------- | -------------------------------------------------- | -------------------------------------- |
| Acre                | Jorge Viana                     |            | Partido dos Trabalhadores (PT)                     | Arnóbio Marques de Almeida Júnior (PT) |
| Alagoas             | Ronaldo Lessa                   |            | Partido Democrático Trabalhista (PDT)              | Luiz Abílio de Sousa Neto              |
| Amapá               | Waldez Góes                     |            | Partido Democrático Trabalhista (PDT)              | Pedro Paulo Dias (PP)                  |
| Amazonas            | Eduardo Braga                   |            | Partido do Movimento Democrático Brasileiro (PMDB) | Omar Aziz (PMN)                        |
| Bahia               | Paulo Souto                     |            | Partido da Frente Liberal (PFL)                    | Eraldo Tinoco (PFL)                    |
| Ceará               | Lúcio Alcântara                 |            | Partido da Social Democracia Brasileira (PSDB)     | [[]]                                   |
| Distrito Federal    | Maria de Lourdes Abadia         |            | Partido da Social Democracia Brasileira (PSDB)     | Nenhum                                 |
| Espírito Santo      | Paulo Hartung                   |            | Partido do Movimento Democrático Brasileiro (PMDB) | [[]]                                   |
| Goiás               | Marconi Perillo                 |            | Partido da Social Democracia Brasileira (PSDB)     | Alcides Rodrigues (PP)                 |
| Maranhão            | José Reinaldo Tavares           |            | Partido Socialista Brasileiro (PSB)                | Jura Filho (PMDB)                      |
| Mato Grosso         | Blairo Maggi                    |            | Partido Popular Socialista (PPS)                   | [[]]                                   |
| Mato Grosso do Sul  | José Orcírio Miranda dos Santos |            | Partido dos Trabalhadores (PT)                     | Egon Krakheche (PT)                    |
| Minas Gerais        | Aécio Neves                     |            | Partido da Social Democracia Brasileira (PSDB)     | [[]]                                   |
| Pará                | Simão Jatene                    |            | Partido da Social Democracia Brasileira (PSDB)     | Valéria Pires Franco                   |
| Paraíba             | Cássio Cunha Lima               |            | Partido da Social Democracia Brasileira (PSDB)     | [[]]                                   |
| Paraná              | Roberto Requião                 |            | Partido do Movimento Democrático Brasileiro (PMDB) | [[]]                                   |
| Pernambuco          | Mendonça Filho                  |            | Partido da Frente Liberal (PFL)                    | [[]]                                   |
| Piauí               | Wellington Dias                 |            | Partido dos Trabalhadores (PT)                     | [[]]                                   |
| Rio de Janeiro      | Rosinha Garotinho               |            | Partido do Movimento Democrático Brasileiro (PMDB) | [[]]                                   |
| Rio Grande do Norte | Wilma Faria                     |            | Partido Socialista Brasileiro (PSB)                | [[]]                                   |
| Rio Grande do Sul   | Germano Rigotto                 |            | Partido do Movimento Democrático Brasileiro (PMDB) | [[]]                                   |
| Rondônia            | Ivo Cassol                      |            | Partido Popular Socialista (PPS)                   | [[]]                                   |
| Roraima             | Ottomar Pinto                   |            | Partido da Social Democracia Brasileira (PSDB)     | [[]]                                   |
| São Paulo           | Geraldo Alckmin                 |            | Partido da Social Democracia Brasileira (PSDB)     | Cláudio Lembo                          |
| Santa Catarina      | Luiz Henrique da Silveira       |            | Partido do Movimento Democrático Brasileiro (PMDB) | [[]]                                   |
| Sergipe             | João Alves Filho                |            | Partido da Frente Liberal (PFL)                    | [[]]                                   |
| Tocantins           | Marcelo Miranda                 |            | Partido do Movimento Democrático Brasileiro (PMDB) | [[]]                                   |